# Зимовки
Зимовки (укр. Зимівки) — село в Трускавецкой городской общине Дрогобычского района Львовской области Украины.
Население по переписи 2001 года составляло 240 человек. Занимает площадь 2,76 км². Почтовый индекс — 82610. Телефонный код — 3251.